# Стеблёва, Анастасия Тимофеевна
Анастасия Тимофеевна Стеблёва (8 января 1925, Могильное 1-е, Уральская область — 15 марта 2017, Красноярск) — главный геолог партии Ангарской геологоразведочной экспедиции Красноярского геологического управления, Герой Социалистического Труда (1971), лауреат Ленинской премии (1967).

## Биография
Анастасия Тимофеевна Мосина родилась 8 января 1925 года в деревне Могильное 1-е Могилевского—1 сельсовета Чашинского района Курганского округа Уральской области, ныне деревня Рыбная входит в Каргапольский муниципальный округ Курганской области.
Её родители Тимофей Прокопьевич и Татьяна Дмитриевна Мосины работали в колхозе «Огонёк». Четыре класса окончила в своей деревенской школе, а затем училась в Чашинской средней школе. В 1941—1942 годах была секретарём школьной комсомольской организации. Отец погиб на фронте под Новгородом (19 февраля 1944 года, д. Осипово Село, Локнянский район, ныне Псковская область).
В 1942 году с отличием окончила школу и поступила на геологоразведочный факультет Томского индустриального института имени С. М. Кирова (ныне университет). В тяжёлое для страны время вместо занятий студенты работали по 12 часов на военном заводе, который выпускал детали для танков. А ещё прокладывали трамвайные пути, разгружали уголь, развозили его по общежитиям. А. Т. Стеблёва несколько раз пыталась добиться отправки на фронт, но всё время получала отказ. Когда формировалась Сибирская добровольческая бригада, в её состав зачисляли и студентов политеха, но ей снова отказали.
После окончания Томского политехнического института имени С. М. Кирова в 1948 году её направили в Красноярское геологическое управление. Начало биографии молодого специалиста выпало на Усовское железорудное месторождение. Его планировали использовать для второй очереди Кузнецкого металлургического комбината. Масштабы работ впечатлили молодого геолога: 16 буровых установок, дизельная станция. К объектам работ подвели высоковольтную линию.
Три года работы в Нижне-Ангарской экспедиции прибавили опыта: буровые работы велись в том числе и по новым технологиям. Этот опыт и практические знания очень пригодились, когда А. Т. Стеблёву перевели на освоение Тальского месторождения, где предстояло разведать пласты залегания, определить составы и качество полезных ископаемых.
Более тридцати лет посвятила геологической профессии. Прошла все ступеньки — от геолога до начальника геологической партии. Работала в Нижнем Приангарье на разведке месторождений железной руды, титана, бокситов, магнезитов, сурьмы, полиметаллов, золота. А после неё в местах разведки строились шахты и рудники, фабрики и заводы, возникали новые посёлки и города.
Ежедневно А. Т. Стеблёва нахаживала по «канавам» месторождения по 15—20 километров. И не было ни одной скважины, даже если их десятки на участке, которые бы она не посмотрела лично, хотя этим занимаются техники. В любой момент, не дожидаясь лабораторных анализов, она могла точно сказать, какой процент основного компонента содержится в том или ином образце.
На Сулакшинское бокситовое месторождение приехала вместе с мужем, имея двух детей. Здесь должен был появиться третий. Муж Анастасии Тимофеевны, Виктор Данилович Стеблёв, — офицер, после войны был связан с геологией. И так всю жизнь: она — геологом, старшим геологом, он — начальником партии, снабженцем.
В начале 1960 года была образована Стрелковская экспедиция. Для изучения гидрологии были привлечены научно-исследовательские лаборатории ЦНИГРИ, МГУ. Главным геологом экспедиции была А. Т. Стеблёва. В 1967 году первооткрывателям Ю. Н. Глазырину, Е. И. Врублевичу, а также разведавшим и изучившим месторождение М. Л. Шерману, И. Н. Загорулько, А. Т. Стеблёвой была присуждена Ленинская премия.
С развитием самолётостроения и освоением космоса потребовались жаропрочные сплавы, и геологу А. Т. Стеблёвой предложили заняться оценкой базы по содержанию титано-магнезитовых руд в Восточных Саянах. И хотя она теряла 70 процентов северных, профессиональный интерес оказался выше материального.
А. Т. Стеблёва — первооткрыватель таких уникальные месторождения, как Горевское полиметаллическое, Тальское магнезитовое, Подлысанское титаномагнезитных руд и Удерейское золото-сурьмяных руд. С 1968 года занималась поисками золота в Герфедско-Васильевском рудном узле.
Указом Президиума Верховного Совета СССР от 20 апреля 1971 года за выдающиеся успехи в развитии геологоразведочных работ и разведке месторождений полезных ископаемых Стеблёвой Анастасии Тимофеевне присвоено звание Героя Социалистического Труда с вручением ей ордена Ленина и золотой медали «Серп и Молот».
Только перед пенсией А. Т. Стеблёва перешла на спокойный, оседлый образ жизни, работала по теме «Комплексное использование месторождений полезных ископаемых в горнодобывающих предприятиях Красноярского края», занималась составлением кадастров месторождений, прогнозных металлогенических карт края. Она автор отчётов по месторождениям, представленных в Госкомиссию.
Вела большую общественную работу: неоднократно избиралась делегатом партийных и профсоюзных конференций, депутатом Мотыгинского районного Совета депутатов трудящихся, членом Мотыгинского райкома КПСС. Избиралась делегатом XIV съезда профсоюза рабочих геологоразведочных работ и XV съезда профсоюзов СССР.
Анастасия Тимофеевна Стеблёва скончалась 15 марта 2017 года в  Красноярске. Похоронена на Аллее Славы Бадалыкского кладбища Красноярска.

## Награды
- Герой Социалистического Труда, 20 апреля 1971 года, за выдающиеся успехи в развитии геологоразведочных работ и разведке месторождений полезных ископаемых[4]
  - Орден Ленина № 338514
  - Медаль «Серп и Молот» № 17744
- Орден Трудового Красного Знамени, 1966 год
- Ленинская премия, 1967 год
- Медаль «За трудовое отличие»
- Юбилейная медаль «За доблестный труд. В ознаменование 100-летия со дня рождения Владимира Ильича Ленина», 1970 год

## Семья
Муж, Виктор Данилович Стеблёв, работал на фабрике полевого снаряжения, в техснабе Министерства геологии СССР, начальником геологической партии.
Сын Виктор и дочь Мария стали геологами.